# Marcel-François Astier
Marcel-François Astier, üblicherweise Marcel Astier genannt, (* 7. Januar 1885 in Privas; † 21. September 1947 in Soyons) war ein französischer Politiker der Dritten Französischen Republik. Er gehörte zu den „quatre-vingts“, die sich dem Ermächtigungsgesetz Pétains vom 10. Juli 1940 widersetzten.

## Leben
Marcel Astier, Sohn des Abgeordneten François Astier, studierte Medizin (bis zur Promotion) und Jura (bis zur License). Danach bewirtschaftete er das Weingut seiner Familie und engagierte sich in der republikanischen Landwirtschaftsgewerkschaft.
Er wurde 1919 zum Bürgermeister von Soyons und 1924 zum (radikalen) Abgeordneten des Départements Ardèche auf der Liste des Linkskartells (Cartel des gauches, Radikale und Sozialisten) gewählt, gehörte aber der Fraktion der Radikalen Linken an, einem parlamentarischen Ableger der unabhängigen Radikalen (Radicaux indépendant), die dem Zentrum nahestand. In seiner parlamentarischen Tätigkeit war er vornehmlich mit landwirtschaftlichen Fragen befasst. Nachdem er 1928 bei der Wiedereinführung des Mehrheitswahlrechts auf Bezirksebene eine Niederlage erlitten hatte, wurde er zehn Jahre später zum Senator gewählt.

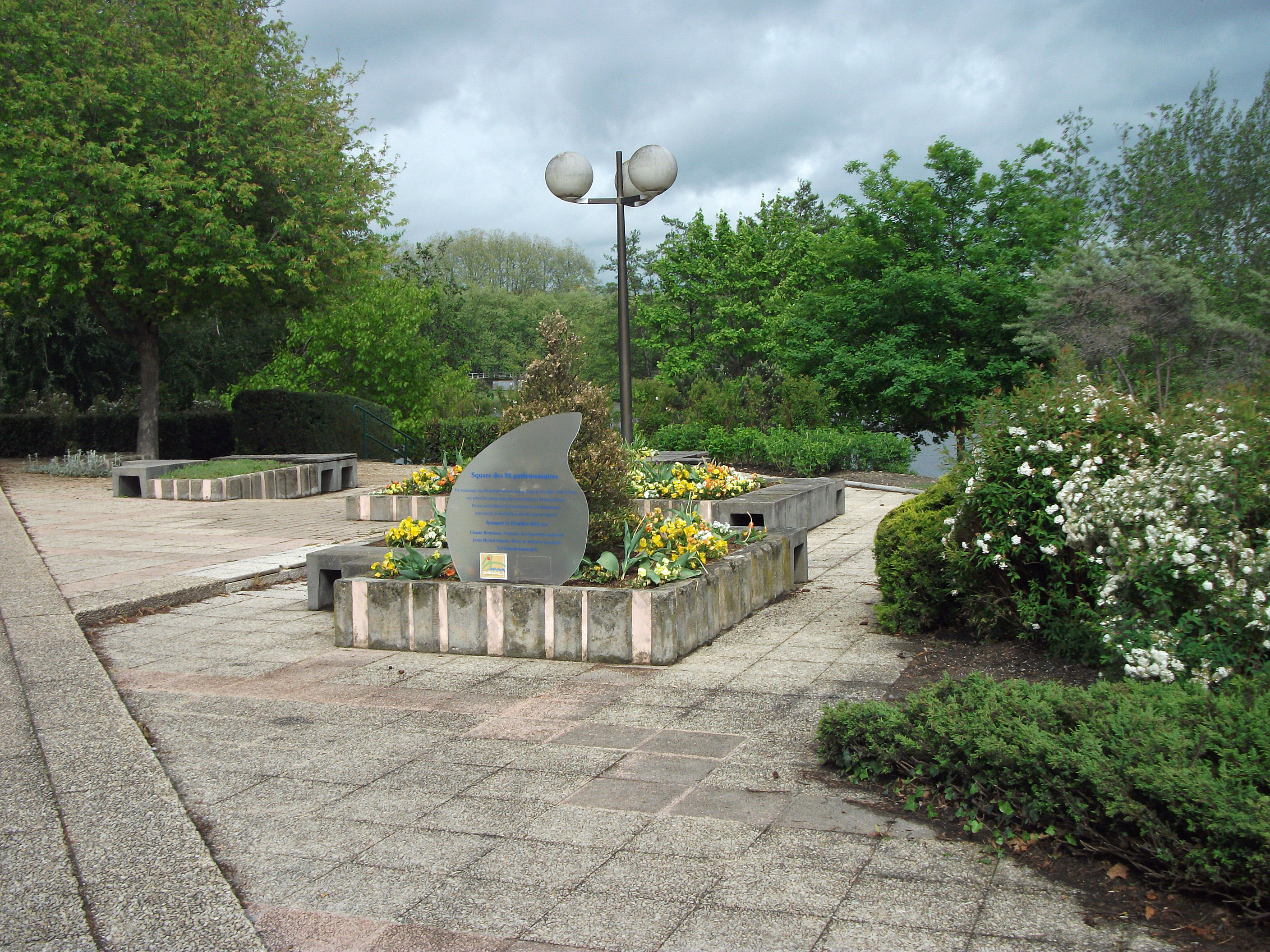
Bellerive-sur-Allier – Square des 80 Parlementaires 2014

Am 10. Juli 1940 gehörte er zu den 80 Abgeordneten, die gegen die erweiterten Vollmachten für Philippe Pétain stimmten. Ihm wird der Ausruf: „Es lebe trotzdem die Republik!“ zugeschrieben. Danach engagierte er sich in der Résistance. 1943 erreichte er London. Am 7. November desselben Jahres trat er in die Assemblée consultative provisoire (Provisorische Beratende Versammlung) ein. Er wurde Vorsitzender des Landwirtschaftsausschusses und beteiligte sich an den Plänen für das ländliche Frankreich nach der Befreiung. Er war auch mit den Arbeiten zur Organisation der öffentlichen Verwaltung nach der Landung der Alliierten befasst.
Von März 1945 bis zu seinem Tod war er Präsident der Caisse nationale du Crédit Agricole. In diesem Amt wurde er von Henri Queuille abgelöst.
Astier war maßgeblich an der Gründung des Rassemblement des gauches républicaines beteiligt, dessen erster Vorsitzender er 1946 kurzzeitig wurde. Als Kandidat für die verfassungsgebende Nationalversammlung erhielt seine Liste nicht genug Stimmen, um gewählt zu werden. Er zog sich daraufhin aus dem politischen Leben zurück.